# Iso Aittojärvi
Iso Aittojärvi och Pieni Aittojärvi är sjöar i Finland. De ligger i kommunen Puolango i landskapet Kajanaland, i den centrala delen av landet, 500 km norr om huvudstaden Helsingfors. Iso Aittojärvi ligger 182,8 meter över havet. De ligger vid sjön Vilpusjärvi. Den är 3,4 meter djup. Arean är 1,39 kvadratkilometer och strandlinjen är 5,94 kilometer lång. Sjön  ingår i Kiminge älvs huvudavrinningsområde. 